# Ministère des Droits de l'Homme (Yémen)
Le Ministère des Droits de l'Homme (arabe : وزارة حقوق الإنسان) est le département ministériel du gouvernement yéménite chargé de veiller au respect des Droits de l'Homme dans le pays.

## Liste des ministres
| Début            | Fin          | Ministre          | Gouvernement |
| ---------------- | ------------ | ----------------- | --- |
| 14 décembre 2020 | En poste     | Ahmed Omar Arman  | Gouvernement Maïn Abdelmalek Saïd (2)                                                                                           |
| 07 novembre 2014 | 2020         | Azzadin al-Asbahi | Gouvernement Khaled Bahah (1) Gouvernement Khaled Bahah (2) Gouvernement Ahmed ben Dagher Gouvernement Maïn Abdelmalek Saïd (1) |
| 2012             | 2014         | Hooria Mashhour   | Gouvernement Mohamed Basindawa                                                                                                  |
| Avril 2007       | 20 mars 2011 | Huda al-Baan      | |

## Annexe